# Émile Blanchard
Charles Émile Blanchard (Paris, 7 de março de 1819 – Paris, 11 de fevereiro de 1900) foi um zoólogo francês.

## Biografia
Seu pai era um pintor naturalista que iniciou Émile muito cedo no campo da história natural. A partir dos seus 14 anos, Victor Audouin (1797-1841), acolheu-o no seu laboratório do Museu Nacional de História Natural de Paris. Em 1838, tornou-se preparador nesta instituição e, em 1841, assumiu a função de naturalista-assistente. Deste modo acompanhou Henri Milne-Edwards (1800-1885) e Jean Louis Armand de Quatrefages de Bréau (1810-1892) quando da missão de estudo da fauna marinha, na Sicília.
Publicou em  1845 uma "Histoire des insectes" e, em 1854-1856 uma "Zoologie agricole". Esta última obra era notável, precisa e bem ilustrada pelo seu pai, onde descrevia as espécies prejudiciais e os estragos que causavam em diferentes plantas cultivadas.
Publicou um atlas da anatomia dos  vertebrados de 1852 a 1864. Esta publicação deu-lhe a esperança de ocupar a cadeira dos répteis e dos peixes do Museu, deixada vaga com a morte de Auguste Duméril (1812-1870), porém Léon Vaillant (1834-1914) foi o escolhido. Em 1862, Émile assumiu a cátedra de história natural dos crustáceos, dos aracnídeos e dos insetos ou dos animais articulados, posto que deixou em 1894 por doença.
Em 1862, foi eleito membro da Academia das ciências da França. Também foi membro do "Comitê dos trabalhos históricos e científicos" de 1860 até 1880.
A partir de 1860 foi perdendo gradualmente a visão até se tornar cego em 1890.